# Sidi Ali Ben Hamdouche
Sidi Ali Ben Hamdouche  (in arabo سيدي علي بن حمدوش‎?) è un centro abitato e comune rurale del Marocco situato nella provincia di El Jadida, regione di Casablanca-Settat. Conta una popolazione di 35 182 abitanti (censimento 2014).